# 新侨报
新侨报，是宁波日报报业集团创办的时尚休闲类周报，创办于2008年4月18日，前身为1990年7月创办的宁波侨乡报，原系宁波市侨联内刊，创办于1988年5月1日。1989年改由市侨办、侨联合办。1999年起与宁波日报社联合主办。开始出4开4版半月刊，1992年改出旬刊，次年扩为对开4版。1994年起每周一期，主要发行宁波市及香港、澳门地区，期发量约1万份，后于2000年12月停刊，改为内部资料宁波侨讯，2008年改为现名，2016年12月30日，新侨报出版最后一期，宣布自2017年起停刊。